# Friedrich Ebert
Friedrich Ebert (født 4. februar 1871 i Heidelberg, død 28. februar 1925 i Berlin) var en tysk politiker (SPD) og statsmand.
Ebert støttede i 1914 Tysklands deltagelse i 1. verdenskrig, men da det blev klart i 1918 at krigen var tabt, blev han i oktober medlem af en ny regering ledet af prins Max af Baden. Der deltog andre medlemmer af Sozialdemokratische Partei Deutschlands. Efter Novemberrevolutionen gik prins Max af 9. november og overlod styret til Ebert. Kejser Wilhelm erklærede, at han abdicerede. Ebert ønskede at videreføre monarkiet med en anden regent. Samme dag udråbte Philipp Scheidemann Tyskland som republik som følge af uro i Berlin og for at komme en deklaration om "Socialistisk republik" fra Karl Liebknecht i forkøbet. Proklamationen om republikken blev afslutningen på det tyske monarki, og en provisorisk socialistisk regering blev dannet under Eberts ledelse.
Således fulgte en tidligere sadelmager prins Max af Baden og blev Tysklands første socialdemokratiske kansler og Preussens statsminister den 9. november 1918. Derefter var han Tysklands første rigspræsident fra 1919 til sin død i 1925.
Han blev som kansler fulgt af Philipp Scheidemann, som Preussens statsminister af Paul Hirsch og som præsident af Paul von Hindenburg.
Han ligger begravet i Heidelberg.